# Geschichte Ontarios
Die Geschichte Ontarios, einer Provinz Kanadas, reicht mit Blick auf die menschliche Besiedlung bis an das Ende der letzten Eiszeit zurück, also mindestens bis 9000 v. Chr. Den ersten Bewohnern, wohl Karibujägern, folgten Angehörige der Archaischen Kulturen aus dem Westen, die Speerschleudern benutzten. Ab etwa 3500 v. Chr. wurde im Ottawa-Tal und auf den großen Inseln im Oberen See Kupfer verarbeitet, am South Fowl Lake an der Grenze zwischen Ontario und Minnesota wurde sogar um 4800 v. Chr. bearbeitetes Kupfer entdeckt. Erste größere Bauwerke stellen Grabhügel dar, die Burial Mounds. Die Späte Archaische Phase (ca. 2500 bis 900 v. Chr.) brachte wahrscheinlich den Gebrauch von Pfeil und Bogen hervor.
Wann die späteren Irokesen- und Algonkingruppen zuwanderten, ist unklar, doch kamen die Irokesen wohl eher aus dem Süden, die Algonkin aus dem Westen. In der Waldland-Phase ab etwa 1000 v. Chr. kam der Gebrauch von Tonwaren auf, dazu eine intensive Gartenbauwirtschaft, die vor allem auf dem Anbau von Kürbissen basierte. Vier regionale, sogenannte complexes lassen sich unterscheiden: Couture im äußersten Südwesten, der bis Michigan und Ohio reichte, Saugeen, der sich ostwärts anschloss (auf den möglicherweise die Ottawa zurückgehen), Point Peninsula zwischen dem Ottawa und dem südlichen Québec sowie Laurel im nördlichen Ontario (der vielleicht mit den Cree zusammenhängt). Zwischen Ontario- und Eriesee kam um 700 Princess Point hinzu, eine Zuwanderung, hinter der man die Irokesen vermutet, dazu kam vor allem um Kingston eine ähnliche Kultur, die als Sandbanks Complex bezeichnet wird. In beiden Fällen kamen Mais und Tabak auf. In der Späten Waldland-Phase herrschte das Dorf, oftmals mit Palisaden befestigt, vor, um 1200 kamen die Langhäuser verstärkt auf. Im kälteren Norden herrschten weiterhin Jagd und Sammeln vor, im Süden zunehmend Sesshaftigkeit und eine bäuerliche Lebensweise.
Die ersten Europäer kamen um 1600 in die Region, die bis 1763 zwischen Franzosen und Briten umstritten war, die sich vor allem um den Pelzhandel stritten. Dabei waren Irokesen meist auf britischer und Algonkin, bzw. Montagnais und Wyandot (Huronen), auf französischer Seite. Die Niederländer verkauften Gewehre direkt an die Irokesen, die zwischen 1649 und 1655 Wyandot, Petun und die Neutralen vernichteten und eine Völkerwanderung nach Westen auslösten. Bis 1701 lagen sie zudem mit den Franzosen im Krieg. Die Engländer setzten sich an der Hudson Bay fest und gründeten die Hudson’s Bay Company. Die Errichtung des späteren Detroit veranlasste Ojibwa, in dessen Nähe zu ziehen. Sie beherrschten für fast ein Jahrhundert den Südwesten Ontarios.
Nach der Unabhängigkeit der USA flohen britische Verbündete – neben Irokesen viele Loyalisten – nach Ontario und so bildeten Englisch sprechende Siedler bald die Mehrheit. Sie trugen 1812–1814 zur Abwehr der US-Invasion bei. Gegen die Vorherrschaft der als Family Compact bezeichneten Gruppe wandten sich 1837 republikanische Aufstände. 1841 wurden die beiden Kolonien Ober- und Niederkanada zur Provinz Kanada vereinigt. Eine weitgehende Selbstregierung, bei der die kanadischen Interessen Vorrang vor denen des britischen Weltreichs haben sollten, konnte 1848 durchgesetzt werden. Die Briten teilten die Kolonie auf, wobei aus Upper Canada (Oberkanada) mit der Entstehung Kanadas 1867 eine eigene Provinz namens Ontario wurde.
Diese entwickelte sich zum wirtschaftlichen Schwerpunkt Kanadas, hielt aber lange an einer minderheitenfeindlichen Politik fest, die sich vor allem gegen die französische Sprache und die katholische Konfession richtete. Zudem bekämpfte der langjährige Premier und Gründer der Liberalen Partei Oliver Mowat (1872–1896) die Rechte der Regierung in Ottawa und dehnte die Provinz weit nach Norden und Nordwesten aus. Als 1896 das höchste britische Gericht, das Justizkomitee des britischen Privy Council entschieden hatte, die Bundesregierung könne nur im Kriegsfall über die Energiereserven verfügen, erhielten die Provinzen weitgehende Befugnisse, die bis heute bestehen und auf Bodenschätze ausgedehnt wurden. 1905 bis 1923 verloren die Liberalen die Macht zunächst an die Konservativen, dann an eine Farmerpartei. Die Konservativen beherrschten von 1943 bis 1985 die Politik in der Provinz. Im Laufe der 60er Jahre gab die Regierung die antifranzösische und minderheitenfeindliche Politik auf. Mit Dalton McGuinty kam 2003 erstmals wieder ein katholischer Premier ins Amt. Heute beherbergt der Großraum Toronto eine besonders hohe Zahl an Einwanderern. Der Norden ist hingegen sehr dünn besiedelt, und zahlreiche der rund 190 First Nations (davon 139 anerkannt) beanspruchen Rechte in ihren traditionellen Gebieten. Einige Gruppen versuchen ihre Muttersprache als erste Sprache durchzusetzen, in anderen Fällen, wie dem Caledonia land dispute, geht es um Rohstoffausbeutung.

## Frühgeschichte
Der Name Ontario ist ein irokesisches Wort und bedeutet „schöner See“ oder „schönes Wasser“. Bevor die Europäer die Region erreichten, dominierten die Sprachen des Algonkin – dazu zählten vor allem Anishinabe (Ojibwa), Cree und Algonkin – und die der Irokesen, also die eigentlichen Irokesen und die Wyandot (Huronen), das Land.

### Älteste Funde
Die ältesten datierbaren Funde in Ontario belegen die Anwesenheit von Jägern und Sammlern um 8500 bis 9000 v. Chr. Sie benutzten Projektilspitzen aus Feuerstein vom Typ Folsom und folgten den Karibuherden. Dabei gab es beim Feuerstein sehr verschiedene Qualitäten und dementsprechende Vorlieben. Gelber Feuerstein aus dem Beaver Valley in Pennsylvania war offenbar begehrt, doch auch Bayport-Flint aus Michigan, Kettle-Point-Flint vom Südostufer des Huronsees und Onondaga-Flint vom Eriesee wurden über weite Strecken getauscht und verschenkt, oder aber die Wanderzyklen waren sehr weitläufig. Hinweise auf Rituale aus dieser Zeit sind nur schwach und vieldeutig. So fand man durch Feuer zerstörte Steinwerkzeuge, die möglicherweise auf ein Verbrennungsritual hindeuten, dazu Reste von Ocker, sowie Steinklingen, die viel zu zerbrechlich waren, um tatsächlich als Projektilspitzen gedient haben zu können. Diese als paläo-indianisch bezeichnete Phase endete zwischen 8500 und 7500 v. Chr., wobei sich um diese Zeit eine geringfügig erhöhte Bevölkerungszahl von mehreren hundert Menschen annehmen lässt.

### Archaische Kulturen
Um 7500 v. Chr. erreichten Gruppen – man rechnet mit Jagd- und Sammelgruppen mit jeweils 20 bis 50 Menschen – der Archaischen Kulturen aus dem Westen das südliche Ontario. Im Frühjahr und Sommer lebten sie an den Ufern der zahlreichen Gewässer, im Winter zerfielen die Jagd- und Sammelgemeinschaften wohl in Familiengruppen. Wahrscheinlich lebten sie in wigwamartigen Unterkünften, die mit Grassoden oder Rinde bedeckt waren. Siedlungsschwerpunkte waren der untere Sankt-Lorenz-Strom und die Großen Seen.
Die Frühe Archaische Kultur (Early Archaic, ca. 7500 bis 6000 v. Chr.) ist durch eine sich verändernde Umgebung gekennzeichnet: von Nadelwäldern zu Nadel- und Laubwäldern. Die großen Karibuherden wichen Hirschen, Elchen und Bären. Damit veränderte sich die Jagdtechnik, was sich in neuen Waffen niederschlug. Außerdem erschienen neue Werkzeuge, wie Querbeil und Schaber. Dazu fanden sich Spuren von Speerschleudern (Atlatl), eine technologische Neuerung, die wohl um 8000 v. Chr. in den südlichen USA ihren Ausgang nahm. Der Feuerstein stammte eher aus lokalen Fundstätten, doch in geringerem Umfang auch aus weiter entfernten Gebieten. Wichtige Fundstätten liegen bei Woodbridge und südwestlich von London, jedoch fanden sich keine früharchaischen Artefakte im Südosten Ontarios. Am Oberen See sind die Fundstätten (sites) vermutlich durch naturräumliche Veränderungen zerstört worden. Der Wasserspiegel des Sees ist nach der Eiszeit um rund 100 m gefallen (Tiefpunkt etwa 4300 bis 4000 v. Chr.) und danach wieder erheblich angestiegen. Damit liegen alle Wohnstätten, die nahe am Seeufer des lange Zeit kleineren Sees lagen, als er sich heute darbietet, unter Wasser. Der heutige Wasserpegel wurde erst um 2000 v. Chr. erreicht. Gelegentlich wurde hier vom Schwarzen Loch der Archäologie Ontarios gesprochen. Dennoch weisen Funde auf eine ähnliche Lebensführung wie im Süden hin.
In der Mittleren Archaischen Phase (Middle Archaic, ca. 6000 bis 2500 v. Chr.) erhöhte sich die Zahl der Menschen. Der Atlatl war verbreitet, zunehmend wich man bei den Werkzeugen und Waffen auf Quarz und Quarzit sowie andere Gesteine aus, Feuerstein wurde seltener. Fischfang mit Netzen wurde praktiziert, und um 3500 v. Chr. lässt sich Kupferverarbeitung nachweisen, am South Fowl Lake im Becken des Oberen Sees sogar um 4800 v. Chr. Dieses Metall fand sich, in ausgesprochen reiner Form, und damit leicht zu verarbeiten, vor allem auf der Isle Royale und der Keweenaw Peninsula, aber auch am Nordufer des Oberen Sees und auf der Black-Bay-Halbinsel. Zunächst wurden daraus Werkzeuge hergestellt, wie Speerspitzen, dann aber auch Ohrspulen, wie sie etwa bei Grabbeigaben auftauchten. Die Jagd auf Großwild wurde weniger wichtig, dafür nahmen Fischfang und Sammeltätigkeit zu, manche Gruppen scheinen sich auf Eicheln spezialisiert zu haben.
Die ersten größeren Monumente stellen Grabhügel dar, die Burial Mounds. Offenbar hatte sich eine Hierarchie innerhalb dieser Gesellschaften entlang des Eriesees, am südlichen Huronsee, am Ontariosee sowie am Sankt-Lorenz-Strom oberhalb von Québec entwickelt. Die möglicherweise dahinter stehende Kultur wird Proto-Laurentian genannt.
Die Middle Great Lakes-St. Lawrence Tradition (Laurentian Archaic) hatte ihr Zentrum um Québec und in Ontario bis weit in den Staat New York und reichte bis 4000, vielleicht bis etwa 5500 v. Chr. zurück. Das Ottawa-Tal (wichtigste Stätten sind Morrison's Island und die Isle-aux-Allumettes nahe Pembroke) gilt ebenso als ein Zentrum der Kupfergewinnung, wie die großen Inseln im Oberen See. Das Metall war für Pfeilspitzen, Ahlen, Beile usw. gebräuchlich. Auch weiter im Osten tauchte jetzt Kupfer auf. Dazu lassen sich nun Knochenwerkzeuge nachweisen, ebenso Harpunen. Offenbar wurden auch heilige Plätze, zunächst wohl Beerdigungsstellen, gepflegt, Verbrennung ist nachweisbar. Manche Menschen sind im Alter von 50 oder 60 Jahren verstorben, doch lag die Lebenserwartung eher bei 30 bis 35 Jahren.
Wahrscheinlich drangen Völker von Süden her vor, doch ist das frühere Laurentian archäologisch schwer zu fassen. Hier ist z. B. ein halbmondförmiges Messer, das Ulu (Messer), kennzeichnend. Bevölkerungswachstum und komplexere Kulturen bewirkten eine Zunahme der Funde, doch zahlreiche Funde, die aus gepflügter Erde stammen, sind kaum zeitlich zuzuordnen, wie etwa im Gebiet um die Niagarafälle. Die älteste datierbare Fischreuse fand sich an den Atherley Narrows zwischen Lake Simcoe und Lake Couchiching; sie stammen aus der späten archaischen Phase.
Die Späte Archaische Phase (ca. 2500 bis 900 v. Chr.) brachte wahrscheinlich den Gebrauch von Pfeil und Bogen hervor, auf den kleinere Projektilspitzen hinweisen. Außerdem fanden sich erstmals Specksteinobjekte, dazu Onondaga-Feuersteine. Die Hauptfundorte liegen um Hamilton und Brantford, nahe dem Lake St. Clair, und am Ostufer des Huronsees. Bei Hamilton fanden sich Hausstrukturen, wohl 4*4 m oder 4*8 m groß. Zwei Begräbnisstätten fanden sich bei Kingston in der Collins Bay und an der York site bei Verona, sowie bei Picton im Prince Edward County. Sie werden dem Glacial Kame Burial Complex zugeschrieben. Dort fanden sich Brustschilde, Kupferbeile und Muscheln. In Südwest-Ontario fand sich Bleiglanz.
In den Begräbnisstätten zeigt sich eine stärkere örtliche Gebundenheit, möglicherweise schon Stammesgebiete, dazu Beigaben, die einen Status innerhalb der Gemeinschaft symbolisierten. Die Gruppen haben wohl 35 bis 50 Menschen umfasst. Wann die Zuwanderung der Vorfahren heutiger Irokesen- und Algonkingruppen stattfand, ist unklar, jedoch kamen die Irokesen wohl eher aus dem Süden, die Algonkin aus dem Westen.

### Waldland (Woodland)
Die Woodland-Periode an den Großen Seen und am Sankt-Lorenz-Strom reicht von etwa 1000 v. Chr. bis 500 n. Chr. und darüber hinaus. Sie ist durch Tonwaren gekennzeichnet, eine im heutigen Ontario vorher nicht bekannte Technik. Auf diese Kultur gehen wohl die Irokesen zurück, aber auch Algonkin-Stämme. Der Übergang von einer Jäger- und Sammlergesellschaft zu einer Gartenbaugesellschaft ist regional verschieden stark ausgeprägt. Dabei nahm die Bedeutung des Kürbisses immer mehr zu. Es zeigte sich, dass Kürbisse bereits um 4000 v. Chr. in Maine angepflanzt wurden. Zwischen Ontariosee und Eriesee sowie New York brachten einzelne Gruppen die Feuerstein-Fundstätten unter ihre Kontrolle. Diese Onondaga-Feuersteine – die Onondaga sind eine Gruppe der Irokesen – wurden mindestens von 1000 bis 500 v. Chr. vor allem für Pfeile gebraucht. Zudem breiteten sich die aus dem Ohiotal kommenden Burial Mounds, große Erdhügel, die die Verstorbenen bargen, aus. Der Handel über große Distanzen nahm zu, vor allem mit Kupfer, Silber, Muscheln und farbigen Steinen. Dabei dürfte der Handel überwiegend der Festigung von Bündnissen und Freundschaften, dem Austausch von Ehepartnern und dem Prestige gedient haben. Geschenkverkehr war somit ein stärkeres Motiv für Handel als Gewinn.

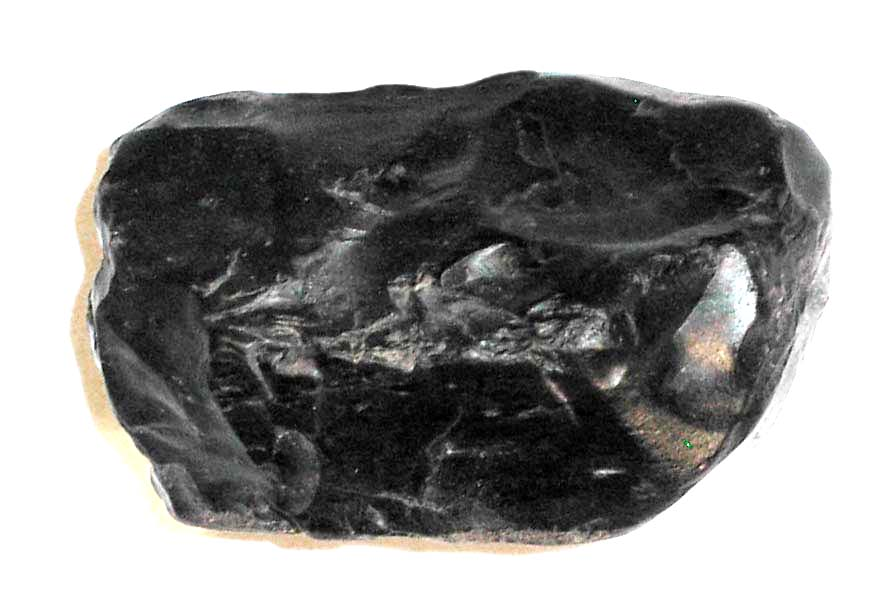
Onondaga-Feuerstein, Buffalo

In Ontario spielen zwei Traditionen der Waldlandperiode eine Rolle: Meadowood und Middlesex. Der Meadowood Complex (ca. 900 bis 500 v. Chr.) gilt als Nordzipfel der Kleinspitzen/Spätarchaischen Tradition Glacial Kame, die in Ontario und im angrenzenden New York vorherrschte. Die Meadowood-Spitzen bestanden praktisch nur aus Onondaga-Flint. Dazu kamen „Vogelsteine“ (bird stones) mit einer entsprechenden Form – sie waren wohl Bestandteil der Speerschleudern – und hervorstehenden „Augen“, sowie trapezförmige Brustschilde. Frühe Tonware wurde an der Pond Lily Site am Napanee Lake nordwestlich von Kingston und im oberen Ottawa-Tal entdeckt.
Dagegen ist der Middlesex Complex ausschließlich durch Begräbnisstätten erschlossen. Es bestanden enge Kontakte zur Adena-Kultur, deren Schwerpunkt in Ohio lag. Offenbar ballte sich dieser Einfluss im Raum Kingston (See Mound, Pikes Farm und Button Bay in der Thousand Islands site) und nahe Verona (York site). Der Südwesten Ontarios hatte eher Beziehungen nach Michigan.
Die Mittlere Waldlandperiode (ca. 200/300 v. Chr. bis 700/900 n. Chr.) zeichnet sich weniger durch eine Veränderung des Lebensstils aus als durch leicht veränderte Werkzeugbestände und durch ausgeprägtere Dekoration der Tonwaren. Außerdem tauchte wohl der Anbau von Kürbis und Flaschenkürbis auf, wobei ihr Gebrauch als Behältnisse möglicherweise anfangs im Vordergrund stand (Kalebasse).
Der Aufwand für Begräbnisse erreichte seinen Höhepunkt, vor allem der Bau von Mounds, mitunter riesige Begräbnishügel. So entstanden der schlangenförmige Serpent Mound am Rice Lake und die Mounds am Rainy River. Enge Kontakte bestanden zur Hopewell-Kultur, doch um 250 lässt sich ein Rückgang feststellen.
Dabei unterscheidet man in Ontario vier regionale Ausprägungen: den Couture complex im äußersten Südwesten, der bis Michigan und Ohio reichte, den Saugeen complex, der sich ostwärts anschloss (auf den möglicherweise die Odawa zurückgehen), den Point Peninsula complex zwischen dem Ottawa (Grand River) und dem südlichen Québec sowie den Laurel complex im nördlichen Ontario, Minnesota und Wisconsin (der vielleicht mit den Cree zusammenhängt). Mounds prägten sowohl Point Peninsula als auch Laurel. Sie hingen möglicherweise mit den Störwanderungen zusammen, denn nur an deren Fangplätzen stehen Mounds.
Im abschließenden Middle Woodland (ab 700) erschien um 700 zwischen Ontario- und Eriesee der Princess Point Complex, während sich vor allem um Kingston eine ähnliche Kultur ausbreitete, die als Sandbanks Complex bezeichnet wird. Es gelang, nahtlose Gefäße aus Ton herzustellen, Mais und vielleicht Tabak erschienen. Vor allem die Verbreitung des Maises könnte in Zusammenhang mit dem Niedergang der südlichen Kulturen im Ohiotal stehen. Der Grad der Sesshaftigkeit und die Sicherheit der Versorgung mit Nahrungsmitteln haben offenbar zugenommen. Dazu passt die Zunahme der Fischerei. Möglicherweise drangen die Princess-Point-Leute, häufig mit den Irokesen identifiziert, von Süden her in ein nur von Algonkin sprechenden Stämmen bewohntes Gebiet vor. Das würde erklären, warum das Irokesensprachgebiet umkreist ist von Algonkinsprachen. Die Irokesen brachten möglicherweise auch den Mais mit. Doch der Nachweis fehlt.

### Späte Woodland-Phase
Das Kennzeichen der späten Woodland-Phase ist das Dorf. Dazu kamen Mais, Bohnen und Kürbisse, wobei letztere nun sicher und ganz überwiegend der Ernährung dienten. Das gilt allerdings nicht für den Norden, wo allenfalls neue Ton-Dekorationsstile auftauchten. Dies hing damit zusammen, dass das rauere Klima nördlich des Severn River keine Gartenwirtschaft zuließ. Dabei waren die Kontakte nach Süden sehr intensiv und reichten sehr weit. An einer Fundstelle fanden sich 400 Gefäße, die fast alle auf südlichen Einfluss hindeuten, möglicherweise auf Irokesen. Anhand der Dekorationsstile unterscheidet man eine zeitliche Abfolge von Blackduck, Selkirk und Sandy Lake. Die „Blackduck“ im Norden Ontarios bauten weiterhin Mounds, doch waren sie erheblich niedriger – eher 2 als 12 m hoch.
Im Süden Ontarios finden sich drei kulturell unterschiedene Gebiete: das Gebiet der Western Basin Algonquians der Younge Tradition, das ostwärts bis nach London reichte; die Ontario Iroquois Tradition im Westen und in der Mitte Ontarios; schließlich die Sankt-Lorenz-Irokesen, die zwischen dem Ostrand des Ontariosees, bis in den Norden New Yorks und im unteren St. Lorenz-Tal saßen. Im Norden der Provinz saßen Algonkingruppen, wie die Adawa (Ottawa) auf der Bruce Peninsula, die Nipissings u. a. entlang des French River und am Lake Nipissing, dazu weitere Gruppen im Entwässerungsgebiet des Ottawa und seiner Nebenflüsse.

#### Der Osten
Im Osten Ontarios lebten Gruppen, die an Jagen und Sammeln festhielten und auf die Stämme wie die Matouweskarini, die Iroquet und die Kichesipirini zurückgehen. Bei den Irokesen unterscheidet man frühe, mittlere und späte Phase. Erstmals lassen sich dünnere Gefäßwände nachweisen sowie erste, elliptische Hausstrukturen in Ost-Ontario. Die ersten Dörfer waren noch ohne erkennbare Nutzungsstruktur, doch wurden bald Abfallgebiete aus dem Wohngebiet ausgesondert. Der frühen folgte zwischen 1300 und 1400 die mittlere irokesische Phase, in der die Jagd weiter an Bedeutung verlor. Fundstätten bei Prescott und Richtung Cornwall zeigen auch hier größere Dorfstrukturen. Möglicherweise begannen um diese Zeit bereits Konflikte zwischen Wyandot (auch „Huronen“ genannt) und Irokesen, deren Kulturen sich zunehmend unterschieden. Kennzeichnend für die Irokesen sind etwa Fangplätze für die bei ihnen bedeutenden Aale, aber auch eine bessere Ausstattung mit Grundmaterialien für Steinwerkzeuge. Im Trent-Tal fand sich ein Dorf, das kulturelle Spuren sowohl der Irokesen, die vermutlich inzwischen unter Wyandot lebten, als auch von Wyandot und Europäern aufwies. Die Sankt-Lorenz-Irokesen verschwanden im 16. Jahrhundert.

#### Ontario-Irokesen
Die Ontario-Irokesen-Tradition begann gegen 900 und endete um 1250 bis 1300. Ob hierbei das Bevölkerungswachstum dorfartige Strukturen mit Maisanbau hervorbrachte oder umgekehrt, ist unklar. Die Irokesen lebten noch halbnomadisch mit saisonalen Wanderzyklen und Winterdörfern, die Jahr für Jahr bezogen wurden. Dabei unterscheidet man nach den Fundstellen zwei Gruppen, die Pickering zwischen Toronto und Kingston, und die Glen Meye zwischen Hamilton und London. Es wird angenommen – und bestritten –, dass die Pickerings die Nachbarn eroberten, und so die Uren/Middleport culture entstand.
Nach 1250 bzw. 1300 entstand also die Mittlere Irokesen-Kultur, die auf Großdörfern mit Langhäusern basierte, von denen manche über 100 m lang waren. Diese Dörfer bestanden über zwanzig bis vierzig Jahre hinweg und wurden dann um wenige Kilometer verlegt. Bohnen und Kürbisse ergänzten sich gegenseitig im Nährwert und versorgten eine wachsende Bevölkerung. Beide tauchten zwischen 1000 und 1100 in Südwest-Ontario auf.
In der späten Irokesen-Kultur ab 1400/1450 erschienen die später bekannt gewordenen Stämme. Erdwerke und Palisaden deuten auf verstärkte Kriegs-Aktivitäten hin. Auch tauchen Menschenknochen im Abfall auf, wenn auch in sehr geringen Mengen. Im 16. Jahrhundert verschwanden die Dörfer am Nordufer des Ontariosees und im Trent-Tal. Wahrscheinlich tauchten diese Wyandot, „Wendat“ oder „Huronen“ in Huronia wieder auf. Möglicherweise waren sie wegen des Pelzhandels der Europäer dorthin gezogen. Auch Irokesen aus dem Südwesten der Provinz begannen ostwärts zu ziehen und erschienen im Raum Hamilton-Brantford-Hagarsville-Niagarafälle. Sie wurden später als die Neutralen bekannt. Dazu kamen die Petun, möglicherweise eine Abspaltung der Wyandot, die andere Splittergruppen aufnahmen.

#### Algonkin im Westen
Viele Algonkinstämme entzogen sich jedoch länger der Sesshaftigkeit, auch wenn sie hier und da Mais anbauten. Familiengruppen begannen größere Gruppen zu bilden, die mitunter mehrere hundert Menschen umfassten. Im Sommer, während der Fischsaison, lebten sie in wenigen Langhäusern, die rund 7 mal 20 oder 30 m maßen. Für den Winter suchte man, nun wieder in kleinen Familienverbänden, Gegenden mit Nussbaumbeständen auf, sammelte Nüsse, die als Wintervorräte gelagert wurden, ebenso wie getrockneter Fisch. Die Vorräte wurden in tiefe Erdlöcher (pits) versenkt. Die Winterhäuser waren kompakter und maßen rund 5 mal 7 m. Die eingeschneiten Dörfer ermöglichten eine Überwinterung im Haus, was, folgt man der mündlichen Überlieferung, eine komplexe Erzählkultur hervorbrachte. Um 1200 wurden diese Dörfer langsam größer und lagen ein wenig abseits von den Seen, um Gärten bearbeiten zu können, die trockeneren und sichereren Boden brauchten. Um 1400 waren sie bereits im ganzen Sommer bewohnt. Dazu erhielten sie Palisaden und Erdwerke, wohl um sich gegen die Neutralen verteidigen zu können. Kurz nach 1550 zwangen die Irokesen jedoch ihre Algonkin-Nachbarn, die den östlichsten Zweig der großen Algonkinfamilie darstellten, zur Flucht aus Ontario. Daher war die Region bis 1701 menschenleer.

## Europäer und Indianer, britisch-französische Rivalität
Eine Bündniskonstellation durchzog fast die gesamte Geschichte Neu-Frankreichs und damit auch erhebliche Teile Ontarios. Diese basierte einerseits auf der Feindschaft zwischen Briten und Franzosen, andererseits zwischen Irokesen und Algonkins, bzw. Susquehannocks und Montagnais. Die drei Gegner der Irokesen forderten Samuel de Champlain schon 1601 bei der Landung bei Tadoussac am Sankt-Lorenz-Strom zur Unterstützung auf. Die Irokesen ihrerseits sahen sich und ihr Gebiet westlich des Hudson River und südlich des Ontariosees durch Algonkin sprechende Stämme umlagert.
Jacques Cartier war dort, wo heute Québec und Montréal stehen, auf die beiden Irokesendörfer Stadacona und Hochelaga gestoßen. Sie waren zu Champlains Zeit verschwunden. In Ontario lebten die Nipissing, deren materielle Kultur der der Wyandot sehr ähnlich war, wie archäologische Funde am Lake Nipissing und am French River zeigten. Ebenso zeigte sich, dass die Wyandot in einem weitläufigen Handel mit Petun und Odawa tätig waren. Sie waren es wohl auch, die ab dem frühen 17. Jahrhundert europäische Güter weiter westwärts brachten. Eigentlich waren die Wyandot eine Konföderation von vier oder fünf Stämmen im heutigen Simcoe County. Man schätzt die Gesamtzahl der Bewohner ihrer 18 bis 25 Dörfer auf rund 20.000 Menschen. Die Petun um Collingwood schätzt man für 1615 auf rund 6.500 Menschen, für 1623 jedoch bereits auf über 10.000. Sie lebten in 7 bis 9 Dörfern. Die Neutralen lebten auf der Niagara-Halbinsel. Ihre Konföderation bestand aus rund 30 Dörfern und etwa 40.000 Personen. Sie nahmen zwar nicht an den Kriegen zwischen Wyandot und den New Yorker Irokesen teil, also den Stämmen der Seneca, Cayuga, Onondaga, Oneida und Mohawk, doch bekriegten sie weiterhin die von ihnen vertriebenen Algonkin, die zu dieser Zeit als Feuer-Nationen bezeichnet wurden.

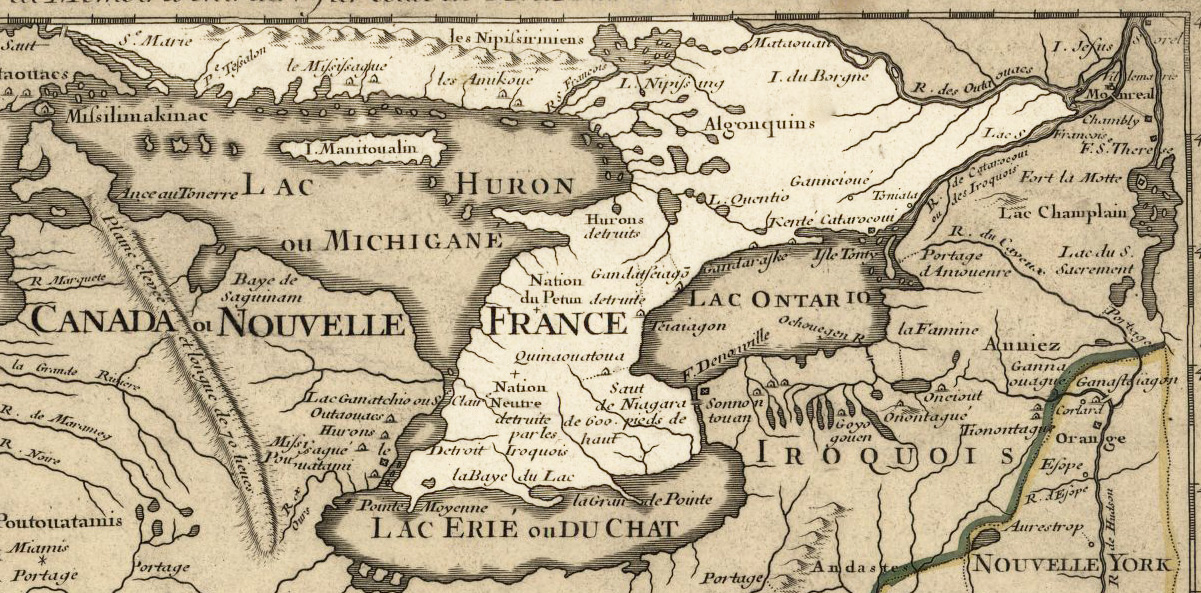
Das Gebiet um die Großen Seen: Carte de la Louisiane et du cours du Mississipi, Guillaume de L'Isle, 1718.

Der französische Entdecker Étienne Brûlé wurde mit 16 Jahren von Champlain zu den Wyandot geschickt, wobei diese im Gegenzug einen jungen Mann namens „Savignon“ zu Champlain schickten. Mit ihrem Häuptling Iroquet zog Brûlé in ein Dorf im Süden der Georgian Bay, einer großen Nebenbucht des Huronsees. Er erforschte und beschrieb von 1610 bis 1612 die Gebiete des heutigen Québec, Ontario und Michigan. Südwärts reichten seine Reisen bis zur Chesapeake Bay, westwärts bis nach Minnesota und bis zum Oberen See. Dabei lernte er ihre Sprache und Gewohnheiten und unterrichtete später Jesuiten-Missionare darin.
Der englische Entdecker Henry Hudson segelte fast zur gleichen Zeit an Neuschottland vorbei und am 11. September 1609 in die Bucht von New York, wandte sich dann nordwärts und verbrachte den Oktober mit der Erforschung der später nach ihm benannten Hudson Bay. Er nahm die Bucht für England in Besitz.
Champlain, der 1608 Québec und 1611 Montreal gegründet hatte, erreichte 1615 den Huronsee, und französische Missionare errichteten Posten entlang der Großen Seen. Als „Generalstatthalter in Neufrankreich“ beanspruchte er auch große Teile des heutigen Ontario für Frankreich. Auf ihn geht das Bündnis mit den Wendat („Huronen“), das er 1609 geschlossen hatte, zurück. Die mit den Wendat und vor allem mit Champlain verfeindeten Irokesen gingen im Gegenzug eine Allianz mit den Engländern ein. 1613 zog Champlain den Ottawa aufwärts, um mit dem Algonkinhäuptling Tessouat Verhandlungen um eine Insel im Fluss, die Isle des Allumettes, aufzunehmen, die als Fort geeignet schien. Nachdem er nach Frankreich zurückgekehrt und seine Reiseberichte veröffentlicht hatte, übergab er ein Gebiet von rund 30 % der Fläche Neu-Frankreichs an die Jesuiten in Form einer Seigneurie, einer Art Grundherrschaft. Als Champlain 1615 eine Festung der Onondaga angriff, wurde er jedoch zurückgeschlagen und verbrachte den Winter in der Region. In den folgenden Jahren ließ er Forts errichten und handelte einen Friedensvertrag mit den Irokesen aus.
Champlains englische Gegner, mit denen er es ablehnte, Pelzhandel zu treiben, plünderten verschiedene Posten, und schließlich geriet Champlain sogar 1629 in ihre Gefangenschaft. Québec wurde bis 1632 britisch. Er kehrte erst nach vier Jahren nach Neu-Frankreich zurück. Wieder zog er gegen die Irokesen, die er „zur Vernunft bringen“ oder ausrotten wollte, und ließ bei Trois-Rivières einen Handelsposten errichten. Er starb jedoch 1635.
15 Jahre später gelang es den Irokesen, die Wyandot aus ihren Wohnsitzen zu vertreiben. Dabei kam ihnen zustatten, dass die Niederländer um Fort Orange sie mit Waffen versorgten, während die Franzosen Waffen nur noch gelegentlich als Geschenke an ihre Verbündeten ausgaben. Doch hatte diese Bewaffnung einen weiteren Effekt: Die Biber im Hudson-Tal verschwanden, und die Irokesen drängten zur Jagd immer weiter nordwärts, dorthin, wo sich der Pelzhandel zunehmend konzentrierte. 1641 boten sie den Franzosen Frieden an, doch diese wollten ihre wyandotischen Verbündeten nicht fallen lassen, die jedoch inzwischen von ihren französischen Verbündeten mit schweren Krankheiten infiziert wurden, wie Masern, Grippe und dergleichen. Sie dürften rund 60 % der Wyandot das Leben gekostet haben.
Die Irokesen versuchten den Handel der Wyandot über den St. Lorenz abzuschneiden. 1648 begannen die Niederländer, Gewehre direkt an die Irokesen zu verkaufen. Im folgenden Jahr gelang diesen ein Sieg über die Wyandot, bei denen nicht nur zahlreiche Gegner, sondern auch eine Gruppe von Jesuiten getötet wurden. Die Wyandot flohen und suchten die Hilfe der Anishinabe-Konföderation an den Großen Seen. Auch die Petun entgingen den Kriegszügen nicht und wurden 1650 vernichtet, die Neutralen 1655. Viele von ihnen zogen dorfweise zu den Siegern, den fünf Nationen der Irokesen, andere begaben sich nach Christian Island in den Schutz der Jesuiten, doch mussten sie im nächsten Jahr fliehen. Eine weitere Gruppe, die heutigen Wyandot, flohen nach Norden, dann nach Westen und landete im Nordosten Oklahomas.
Das Vakuum im Handel mit den Franzosen füllten bald die Odawa oder Odawa. Schließlich begannen die Irokesen unter Führung der Mohawk, die Franzosen direkt anzugreifen, und selbst Montreal war 1660 nicht mehr sicher. Wo im Osten die Mohawk führend waren, waren es im Westen die Seneca. Sie vertrieben die Attawandaron oder „Neutralen“ im Süden Ontarios. Dann vernichteten sie den Stamm der Eries, die am östlichen Südufer des Eriesees gelebt hatten, schließlich vertrieben sie weitere Algonkin-Gruppen, wie die Shawnee aus dem Ohio-Gebiet, und errangen weitgehende Kontrolle über Illinois bis zum Mississippi. Diese Eroberungen lösten wiederum Völkerwanderungen westwärts in die Plains aus, wie etwa bei den Lakota.
Ab 1670 wurde zugleich die Handelsmacht der britischen Händler durch die Gründung der Hudson’s Bay Company zusammengefasst, die im späteren Ontario als Monopolgebiet alle Flussläufe beanspruchte, die in die Hudson Bay entwässerten. Gegen den wachsenden britischen Einfluss errichteten die Franzosen zahlreiche Forts, unter ihnen 1673 Fort Frontenac (heute Kingston am Ostrand des Eriesees). Dabei gelang es den Franzosen, 1667 einen Friedensschluss mit den Irokesen abzuschließen und durch Verstärkung, wie das Carignan-Salières-Regiment, die Lage zu stabilisieren, und es gelang sogar, Häuptling Canaqueese gefangen zu nehmen. Alle Männer zwischen 16 und 65 mussten nun Militärdienst leisten.
Zwar beruhigte sich die Lage für einige Zeit, doch 1683 begann abermals ein Krieg, den die Franzosen allerdings nun nach der Guerillaart führten, die die Irokesen anwandten.
So waren die Fronten zwischen Franzosen und Briten in Nordamerika klar, und als der King William’s War ausbrach (1689 bis 1697), wurde damit eine Kette von Stellvertreterkriegen ausgelöst, die die beiden Kolonialmächte mit Hilfe ihrer indianischen Verbündeten in Nordamerika austrugen. Was in diesem Falle der Pfälzische Erbfolgekrieg als europäischer Krieg war, war im Fall des sich anschließenden Queen Anne’s War von 1702 bis 1713 ein Stellvertreterkrieg während des Spanischen Erbfolgekrieges. Ähnliches gilt für den King George’s War (1740 bis 1748) und den Österreichischen Erbfolgekrieg. Schließlich kam es während des Siebenjährigen Krieges von 1756 bis 1763 in Nordamerika zum Franzosen- und Indianerkrieg.
Zwischen 1690 und 1710 begannen Gruppen der Ottawa und Mississauga nach Süd-Ontario und Michigan zu ziehen und verließen ihr traditionelles Gebiet um Sault Ste. Marie. Die Mississauga, die sich den Irokesen hatten anschließen wollen, mussten feststellen, dass diese bereits vertrieben waren. Die Ojibwa zogen weiter südwärts, wobei die Unterschiede zwischen den verschiedenen Stämmen zunehmend verschwanden. Währenddessen versuchten der Franzose Médard des Groseilliers und sein Schwager Pierre-Esprit Radisson den durch die Vernichtung der Wyandot zusammengebrochenen Pelzhandel wieder zu reaktivieren. Um den Handel zu sichern, legten die Pelzhändler die erste dauerhafte europäische Siedlung in Ontario an, ein Fort an der Stelle des heutigen Kingston. Ende der 1660er Jahre suchte Louis Joliet nach Kupfer. Zur gleichen Zeit brach Robert Cavelier de La Salle zu einer Entdeckungsreise auf, und die beiden trafen sich 1669 in einem Irokesendorf westlich des Ontariosees, nahe Brantford. Als Lassalle jedoch zehn Jahre später versuchte, den Handel per Schiff (auf der Griffon) über den Michigansee zu betreiben, stieß er auf die Ablehnung der Ottawa, die sich ein Handelsmonopol de facto gesichert hatten. Das Schiff tauchte nie wieder auf.
Die Errichtung eines Handelspostens, des Ausgangspunkts des heutigen Detroit, veranlasste Wyandot, Ottawa, Potawatomi und Ojibwa in dessen Nähe zu ziehen. Die Ojibwa beherrschten für fast ein Jahrhundert den Südwesten Ontarios, doch lebten sie nun wieder halbnomadisch. Ab 1749 wurde Detroit stark gefördert und hatte zwei Jahre später bereits 600 Franzosen in seinen Palisadenwerken. Bald begannen Siedler das Fort mit ihren Farmen zu umlagern, schließlich überschritten sie den Grenzfluss, und um Petite Cote entstand eine erste Siedlung, die erste dauerhafte in Ontario, sieht man einmal von Handelsposten ab.
Der Pariser Frieden von 1763, der diese Kriegsserie zumindest in Nordamerika beendete, führte dazu, dass fast ganz Neufrankreich an die Briten fiel. Schon 1730 war es Engländern gelungen, in Ontario eine Kolonie einzurichten, die Moose Factory, heute die älteste, Englisch sprechende Siedlung in der Provinz. Die beiden größten Kolonien sollten Sault Ste. Marie und Detroit werden.
Ähnlich wie bei den Franzosen kam es zu zahlreichen Verbindungen zwischen Siedlern und Indianerinnen, aus denen sogar ein ganzes Volk entstand, die Métis, die die Engländer lange mixed-bloods oder Countryborn nannten.

## Britische Kolonialherrschaft

### Quebec
Der Pariser Frieden von 1763 brachte das ehemals französische Gebiet in britische Hand. Sie machten das riesige Gebiet in der Königlichen Proklamation von 1763 zur Provinz Québec. Im Quebec Act von 1774 garantierte London der französischen Mehrheit den Schutz ihrer Muttersprache und ihrer Konfession. Diese Mehrheit wurde im späteren Ontario dadurch gebrochen, dass mehr als 10.000 Flüchtlinge nach dem Ende des Amerikanischen Unabhängigkeitskrieges in den verbleibenden Teilen des britischen Kolonialreichs in Nordamerika angesiedelt werden mussten. Dies geschah vor allem im Umkreis des späteren Toronto im Süden von Ontario.

### Oberkanada
Von 1783 bis 1796 gewährte London den geflohenen amerikanischen Loyalisten je 200 acres (ca. 0,8 km²), um ihnen eine Existenz zu ermöglichen. Der englische Bevölkerungsanteil wuchs damit so stark, dass man im Constitutional Act 1791 die Provinz aufteilte. So entstand das mehrheitlich englischsprachige Oberkanada und Niederkanada, wo eine Mehrheit Französisch sprach.

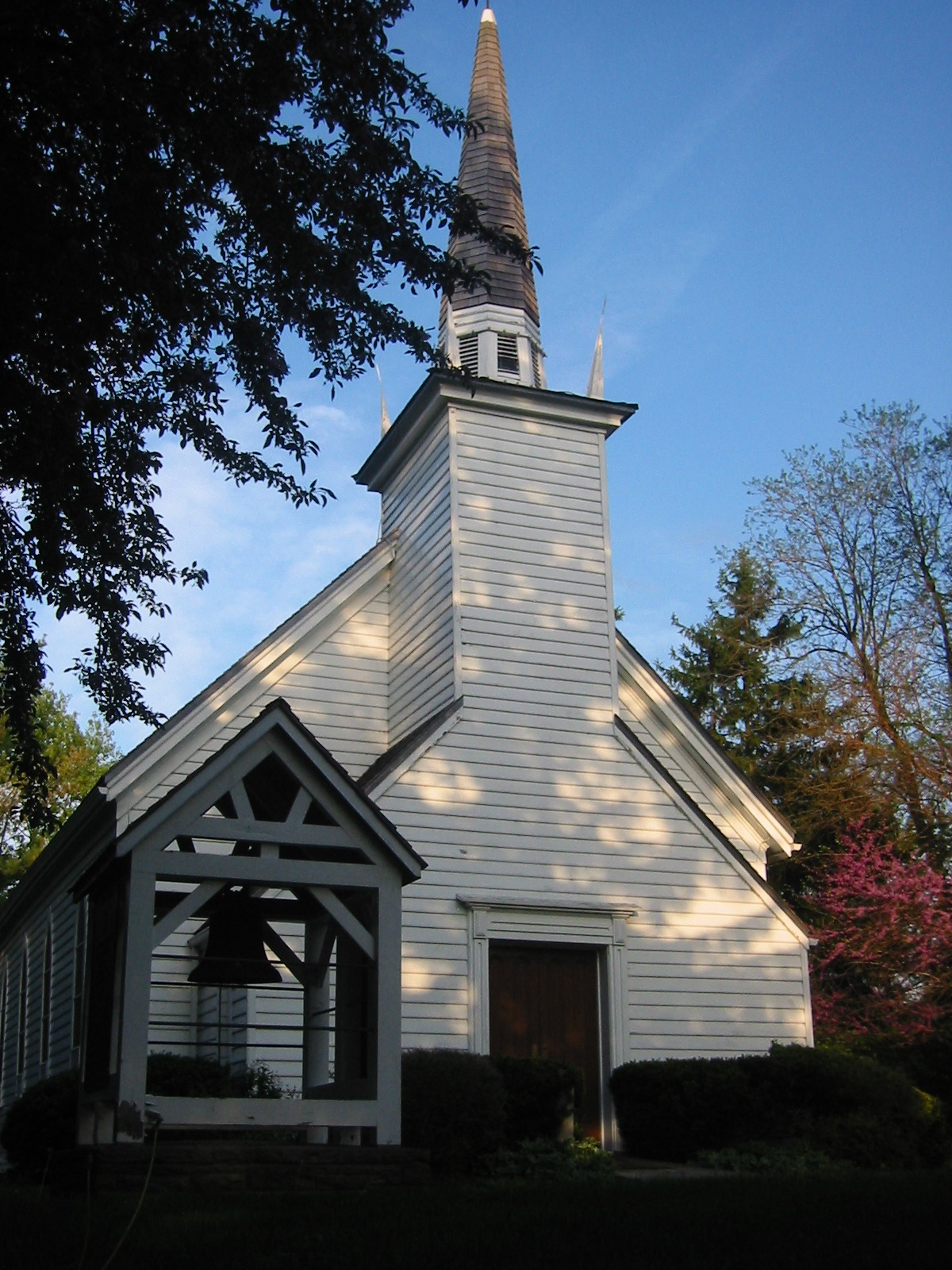
Die 1785 in Brantford, westlich von Hamilton errichtete Mohawk-Kapelle wurde dem Stamm zum Dank für seine Hilfe gegen die USA geschenkt. Sie ist die älteste Kirche in Ontario, zugleich die letzte Ruhestätte des Häuptlings Joseph Brant.

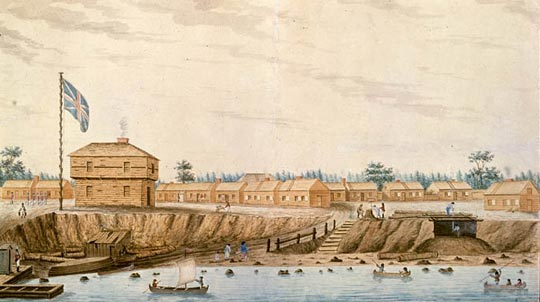
Fort York, das spätere Toronto, an der Mündung des Garrison Creek im Jahr 1804, im Vordergrund zahlreiche Mississauga, Sempronius Stretton 1804

Dazu kamen Teile der ehemals mit Großbritannien verbündeten Indianerstämme, wie der Mohawk, denen London zu Dank verpflichtet war. Viele von ihnen wurden westlich des Ontariosees angesiedelt. Sie werden heute unter dem Namen Six Nations of the Grand River zusammengefasst, wobei mit Grand River der Ottawa gemeint ist. Einem ihrer Häuptlinge, Joseph Brant, wurde 1802 ein geschlossenes Gebiet am Grand River gegeben, genauer: um das heutige Brantford, das nach ihm benannt ist. Trotz des Verkaufs eines Teils des Landes an private Farmer ist das Reservat bei Brantford bis heute das größte im südlichen Ontario.
Die Loyalisten wurden vor allem um Niagara angesiedelt, aber auch um Hamilton und Kingston. 1788 tauschten Briten über 1000 km² Land gegen eine geringe Warenmenge im Wert von rund 1700 Pfund von den Mississaugas of New Credit. Hier bestand zwischen 1750 und 1759 Fort Rouillé südlich des Dorfes Taiaiagon. Dort gründeten die Briten unter Gouverneur John Graves Simcoe York, das spätere Toronto, das jedoch zunächst kaum Siedler anzog. Am 29. Juli 1793 wurde es, allerdings nur provisorisch, zur Hauptstadt von Oberkanada erhoben. Hauptmotiv des Umzugs von Newark, dem heutigen Niagara-on-the-Lake, war die Nähe der amerikanischen Kanonen von Fort Niagara. Erster Gouverneur der neuen Provinz wurde Simcoe. Er förderte die weitere Zuwanderung aus dem Süden und verbot die Sklaverei im Act Against Slavery von 1793. Großbritannien verbot die Sklaverei in seinem gesamten Kolonialreich erst 40 Jahre später.
1794 wurden im Rahmen des Jay-Vertrags die letzten britischen Forts südlich der Großen Seen aufgelöst.
Das Land für die Loyalisten war jedoch nicht unbewohnt. So gaben 1790 Wyandots, Ojibwa, Potawatomi und Ottawa Land mit einer Gesamtfläche von 1.344.000 Acre in Südwest-Ontario auf. Bis 1827 kamen nochmals fast 3.000.000 Acre dazu.
Das Flusssystem im südlichen Oberkanada blieb die Hauptverkehrsader. Das galt seit langem für den Pelzhandel, aber auch für den Kleinhandel sowie ab etwa 1800 für das Verflößen von Holz. Philemon Wright begann in diesem Jahr mit dem Holzeinschlag und der Belieferung der weiter flussabwärts gelegenen Städte. Aus seinem Unternehmen entstand Hull, heute ein Stadtteil von Gatineau, der erste Ort im Gebiet der späteren Hauptstadt Ottawa. Zudem verlegte die North West Company ihr Hauptquartier für den zentralen Kontinent nach Thunder Bay.
Doch eine der bedeutendsten Entwicklungen war die Tatsache, dass große Teile des Landes nicht mehr als sogenannte clergy reserve vorgesehen waren. Dieses Land diente seit 1791 dem Unterhalt des anglikanischen Klerus' und war damit intensiver Nutzung weitgehend entzogen. Hierbei ragte vor allem Thomas Talbot heraus, der um das später nach ihm benannte Port Talbot Land im Umfang von 20 km² erhielt, dazu Gebiete im Umfang von 263 km² an Siedler vergab. Er ließ weder clergy reserves zu, noch Kronland, und schnell wurde die Region zu der mit dem schnellsten wirtschaftlichen Wachstum. Weitere Siedlungen, wie Waterloo (1804) und das spätere Kitchener (1807), folgten. Dort hatte Colonel Richard Beasley den dort angesiedelten und mit Großbritannien verbündeten Indianern Land abgekauft. 1800 verkaufte er es an eine Gruppe von Mennoniten aus Pennsylvania.

### Offener Krieg und der Einfluss der USA
Die Spannung zwischen Großbritannien und den seit 1783 für unabhängig erklärten USA schwelten weiter und entzündeten sich schließlich daran, dass die Briten zahlreiche Amerikaner, die sie weiterhin als ihre Untertanen betrachteten, in ihren Flottendienst pressten.

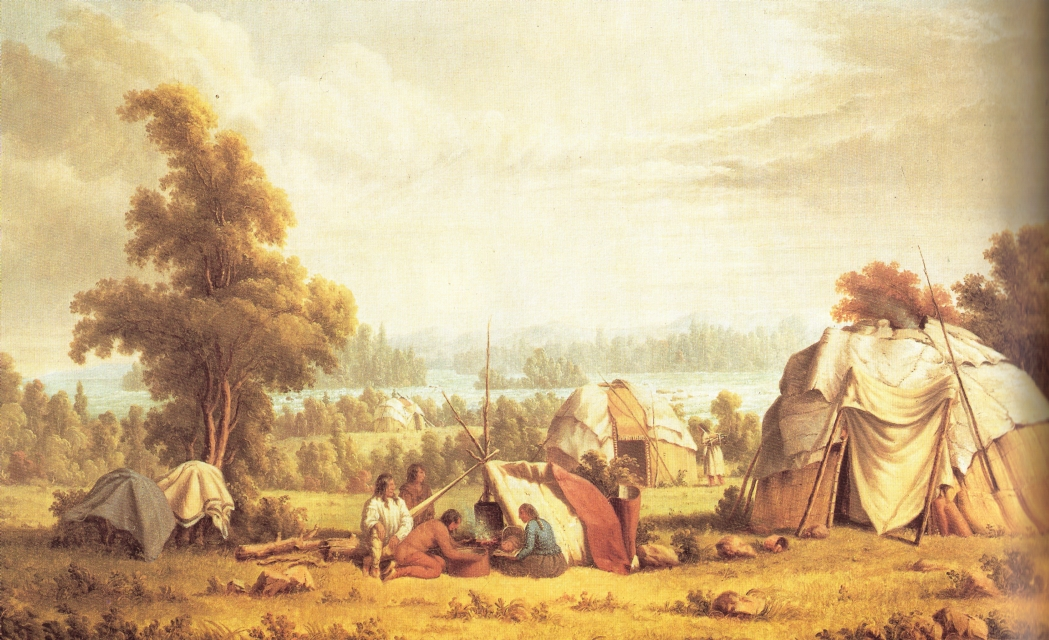
Ojibwa-Dorf bei Sault Ste. Marie, Paul Kane 1846

Im Britisch-Amerikanischen Krieg (1812–1814) überschritten amerikanische Truppen den Niagara und den Detroit River und fielen in Oberkanada ein. Doch wurden sie von 350 britischen Soldaten, Milizen und Kriegern der First Nations, besonders der Ojibwa, zurückgeschlagen. Daraufhin besetzten die Briten Detroit. Auch ein zweiter Angriff wurde zurückgeschlagen.
Dennoch erlangten die Amerikaner die Kontrolle über den Eriesee und kurzzeitig auch den Ontariosee, besetzten und plünderten die Hauptstadt York und brannten das Parlamentsgebäude nieder. Im Gegenzug besetzten britische Truppen Michigan bis 1813 und brannten in Washington 1814 das Weiße Haus nieder, wobei bei diesem Angriff auch die Library of Congress verbrannte. Die Briten verteidigten zudem den Ontariosee erfolgreich, mussten aber eine Niederlage auf dem Lake Champlain hinnehmen.
Erst der Frieden von Gent beendete den Krieg mit einer gewissen Verzögerung Anfang 1815. Nach dem Ort der Niederlage Napoleons im heutigen Belgien wurde Waterloo bei Kitchener benannt. 1817 einigten sich Großbritannien und die USA darauf, die Großen Seen von Kriegsschiffen zu befreien (Rush-Bagot-Vertrag), und ein Jahr später legten die Kriegsgegner weitere Konflikte im Londoner Vertrag (1818) bei.
Nach Kriegsende nahm die Bevölkerung Oberkanadas, die weniger als 100.000 Menschen umfasste, weiter zu. Dies geschah vor allem durch Einwanderung, die die 1825 gegründete Canada Company förderte. Von den 10.000 km² Land, das die Gesellschaft verwaltete, war allerdings mehr als die Hälfte für den Klerus vorgesehen. Die andere Hälfte, genauer 4.450 km², befand sich auf der Ostseite des Huronsees (Huron tract). Die Gesellschaft unterhielt eigene Schiffe, um die angeworbenen Siedler über den Ontariosee zu bringen, doch geriet sie zunehmend in Korruptionsverdacht. Ein Verbund aristokratischer Familien, der sogenannte Family Compact, beherrschte noch immer Wirtschaft und Politik und spielte auch in der Canada Company eine wichtige Rolle. Doch gegen diese Vorherrschaft wehrten sich republikanische Gruppen. 1837 brachen zwei Aufstände aus, die beide die Einführung der Selbstverwaltung zum Ziel hatten, die von Louis-Joseph Papineau angeführte Niederkanada-Rebellion und die von William Lyon Mackenzie angeführte Oberkanada-Rebellion.

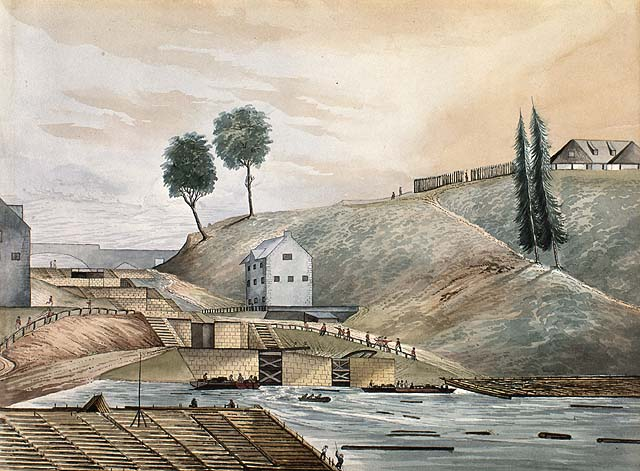
Einfahrt zum Rideau-Kanal (1827 bis 1832 erbaut), Henry Francis Ainslie 1839

Ohne ihre Hilfe entstand 1826 endlich an der Stelle eine erste Siedlung, die Gouverneur Simcoe ursprünglich als neue Hauptstadt der Provinz vorgesehen hatte und die daher auch London hieß. Nördlich der Stadt wurden ab 1829 flüchtige Sklaven aus den USA angesiedelt. Bis 1831 war die Bevölkerung der Provinz auf rund 240.000 angestiegen. Parallel dazu entstanden Wege und ab 1827 der Rideau-Kanal, der die spätere kanadische Hauptstadt Ottawa mit Kingston am Ontariosee verbindet (seit 2007 Weltkulturerbe). Damit sollten im Falle eines neuen Krieges mit den USA die grenznahen Flussläufe umschifft werden und somit die Verbindung zwischen Ober- und Unterkanada aufrechterhalten werden können.
Zwar wurden die beiden Aufstände von 1837/38 rasch niedergeschlagen, doch die britische Regierung entsandte Lord Durham, um die Ursachen der Unruhen zu ermitteln. Er schlug eine weitgehende Selbstverwaltung vor, dazu die Vereinigung von Ober- und Niederkanada, um die französischen Kanadier schrittweise zu assimilieren. London folgte seinen Vorschlägen, und mit dem Act of Union wurden in einem ersten Schritt die beiden Kolonien zur Provinz Kanada vereinigt. Das Recht zur Selbstverwaltung erhielt die Kolonie 1848. Zur weiteren Unterscheidung sprach man nun von Canada West und East. Zu dieser Zeit hatte Canada West bereits über 450.000 Einwohner. Erster Gouverneur war Charles Bagot (1841 bis 1843). Er sah sich gezwungen, die Reformer Louis-Hippolyte La Fontaine im Osten und, auf dessen Druck, Robert Baldwin zuzulassen. Bagots Nachfolger Charles Metcalfe verweigerte jedoch jede Konzession an die Führer der Reformerblöcke, doch stimmte er der Amnestie der Rebellen von 1837 zu. 1846 bestimmte jedoch Kolonialsekretär Lord Albert Grey, dass der Vizegouverneur nicht gegen die Mehrheit der Bevölkerung regieren sollte. 1848 beauftragte er Baldwin und La Fontaine zur Bildung einer Regierung. Im selben Jahr änderte London seine Kolonialpolitik in einem weiteren entscheidenden Punkt, nämlich der merkantilistischen Ausrichtung seiner Wirtschaft. 1848 wurden dementsprechend die Getreidegesetze (Corn Laws) liberalisiert. Die Tories im Osten, die von merkantilistischen Bestimmungen bis dato am meisten profitiert hatten, reagierten empört mit einem Manifest (dem Montreal Annexation Manifesto), in dem sie zum Beitritt zu den USA aufforderten.

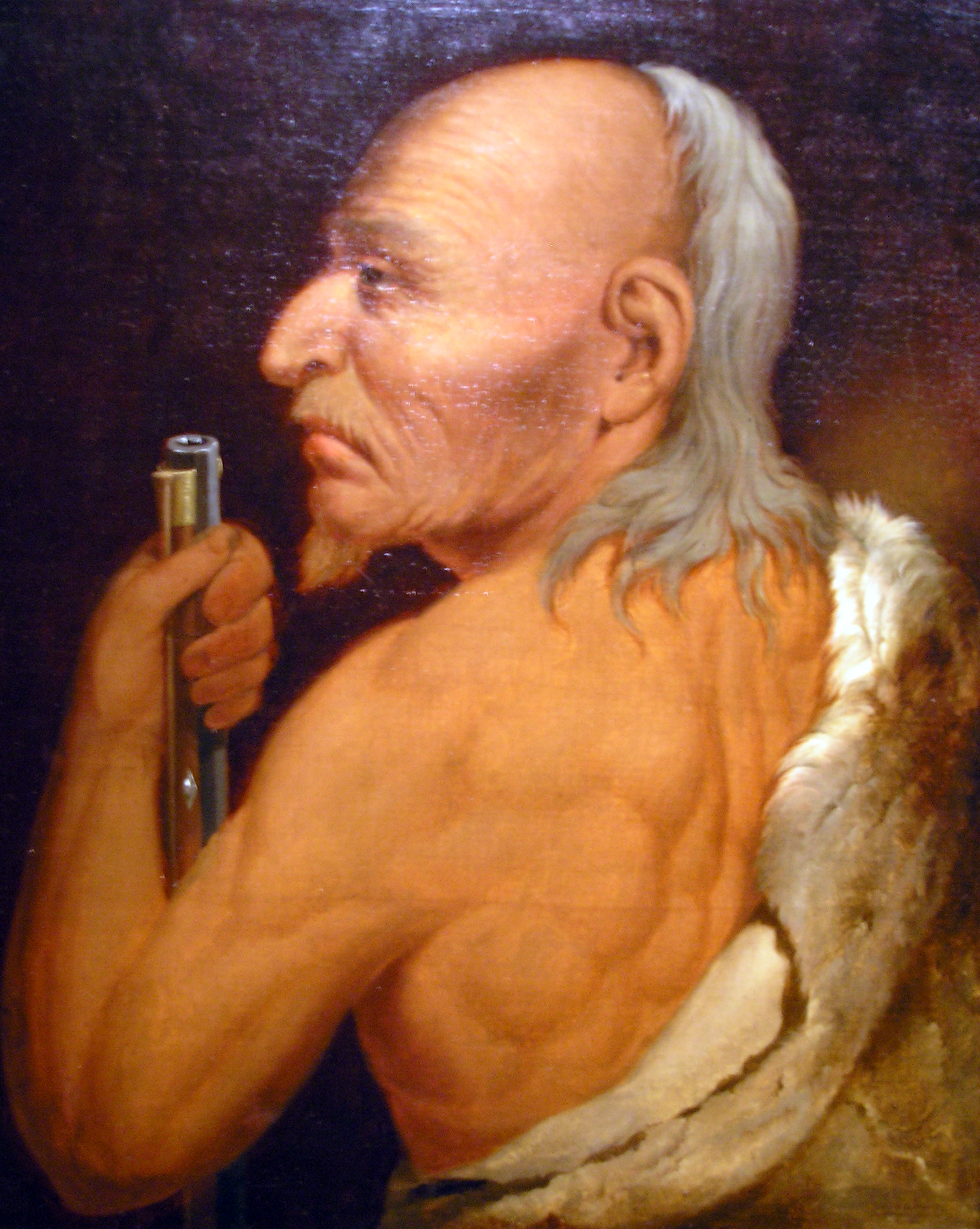
Der Krieger Wah-Pus (das Kaninchen), Gemälde Paul Kane 1845, Bruce Peninsula, wohl bereits eine Anpassung an Publikumserwartungen, wie ein Krieger auszusehen habe, denn der Porträtierte war Methodist. Diese lehnten die traditionelle Kleidung ab.

Mit der schlagartigen Zuwanderung von mehr als 100.000 Iren im Jahr 1847, die auf der Flucht vor dem Hunger in ihrer Heimat nach Ontario kamen, veränderte sich die Bevölkerungsstruktur erneut. Bis 1851 lebten in Canada West über 950.000 Einwohner, womit die Region die Einwohnerzahl von Canada East erstmals überflügelte. 1850 handelte William Benjamin Robinson mit den Ojibwe einen Vertrag aus, der aus dem Ost- und Nordufer des Huronsees sowie aus dem Nordufer des Oberen Sees Kronland machte.

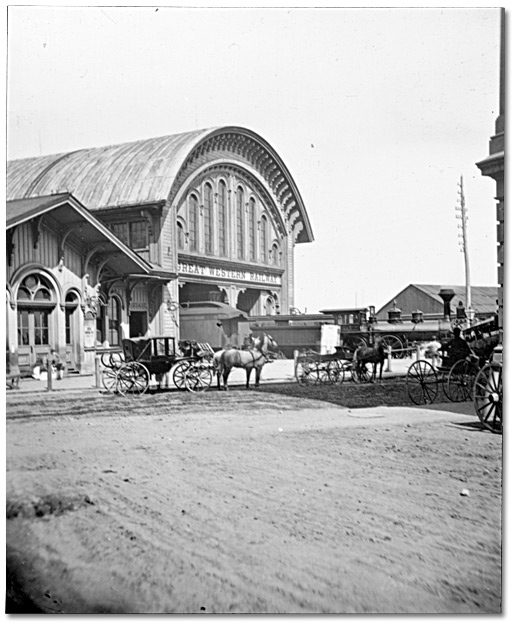
Bahnhof in Toronto, 1867

1854 einigte sich London mit den USA auf die Abschaffung zahlreicher Schutzzölle, damit Holz, Fisch und Getreide dorthin ausgeführt werden konnten, ein Handel, der durch den Bau mehrerer Kanäle und durch die Grand Trunk Railway nach Montreal und weiter nach Halifax stark gefördert wurde. Dieser intensivierte Handelsaustausch mit seinen entstehenden Interessengruppen wurde zu einem der wichtigsten Integrationsfaktoren für das im Entstehen begriffene Kanada. Andererseits begann sich die Freiheit der politischen Entscheidung auch dahingehend auszuwirken, dass in West und Ost immer wieder unterschiedliche politische Ausrichtungen die Oberhand gewannen. So entschied sich 1858 der Westen für die Liberalen, der Osten für die Konservativen. Eine Koalitionsregierung zwischen John Macdonald und Antoine-Aimé Dorion stürzte bereits nach wenigen Tagen. Alexander Tilloch Galt, der Vizegouverneur, der die Koalitionäre zur Regierungsbildung aufgefordert hatte, forderte nun eine Vereinigung der britischen Kolonien in Nordamerika, um den USA etwas entgegenzusetzen. Die Liberalen von Canada West, die Clear Grits forderten dies 1859 ebenfalls.
Eine unüberwindliche politische Pattsituation zwischen englisch- und französischsprachigen Abgeordneten sowie die Angst vor amerikanischer Aggression – noch 1866 bis 1871 kam es bei Niagara zu Zwischenfällen durch irische Freiheitskämpfer gegen Großbritannien, die Fenians – während des Sezessionskriegs waren dafür ausschlaggebend, dass sich die führenden Politiker in Britisch-Nordamerika in mehreren Konferenzen darauf einigten, die verschiedenen britischen Kolonien zu vereinigen. Auch die Londoner Konferenz (1866) unterstützte diese Linie. Mit der Gründung der Kanadischen Konföderation am 1. Juli 1867 wurde die Provinz Kanada entlang der alten Grenzen in Québec und Ontario geteilt.

## Ontario als Teil Kanadas (ab 1867)

### Die Anfänge der Provinz
Erster Premierminister der Provinz Ontario war John Sandfield Macdonald (1867 bis 1871). Ursprünglich ein Gegner der Konföderation, unterstützte er jedoch bald John Macdonald, der seinen Namensvetter zum Premier machte. Er war bis 2003 der einzige katholische Premier Ontarios, doch verlor seine Regierung aus Konservativen und Liberalen 1872 die Wahl gegen die Reformer unter Führung von Edward Blake und Oliver Mowat.

### Die Ära Mowat und die Liberalen (1872 bis 1905)

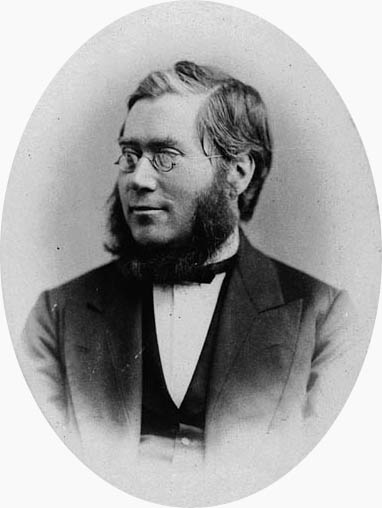
Oliver Mowat

Mit dem Verfassungsgesetz von 1867, das am 1. Juli des Jahres in Kraft trat, wurden die britischen Kolonien New Brunswick und Nova Scotia mit der Provinz Kanada zur Kanadischen Konföderation vereinigt. Die Provinzen sollten im Unterhaus proportional zur Bevölkerung vertreten sein, jede Provinz war jedoch mit 24 Sitze im Senat vertreten. Erster Premierminister wurde John Macdonald, der als einer der Väter der Konföderation gilt. Ähnlich wie 1871 British Columbia, so machten New Brunswick und Nova Scotia den Bau einer Eisenbahnverbindung zur Vorbedingung (vgl. Intercolonial Railway).
Bereits die Red-River-Rebellion der Französisch sprechenden und katholischen Métis in Manitoba verursachte starke Spannungen innerhalb der Konföderation, denn Ontario und Québec waren Gegner bzw. Befürworter der Forderungen des Métis-Führers Louis Riel. Dies wog umso schwerer, als die beiden Provinzen bei weitem die meisten Einwohner hatten. Ontario beherbergte bei der ersten kanadischen Volkszählung 1871 genau 1,620.851 Menschen.
Oliver Mowat, Premierminister der Provinz von 1872 bis 1896, war Mitgründer der Ontario Liberal Party und der Liberalen Partei Kanadas. Als Reformer schwächte er die Macht der Bundesregierung zugunsten der der Provinz. Er förderte eine Dezentralisierung des Staates, auch gegen die Intentionen von John Macdonald. Er investierte in Schulen, modernisierte die Verwaltung und vergrößerte das Territorium der Provinz nach Norden und Westen.
Bald wurden im bisher kaum erschlossenen Norden Distrikte gebildet, bzw. aufgeteilt. So entstand der Thunder Bay District am Nordufer des Oberen Sees, indem man ihn vom 1858 entstandenen Algoma District abtrennte, ebenso wie 1888 der Manitoulin District, der die Inseln im See umfasste. Ebenfalls aus dem Algoma District wurde der Sudbury District 1874 abgetrennt. Weitere Gebiete im Norden folgten, die zugleich die Grenzen der Provinz klärten, die lange umstritten waren und deren Zugehörigkeit zu Ontario erst 1889 anerkannt wurde: Rainy River District 1885, Kenora District 1907 und Cochrane District 1921.

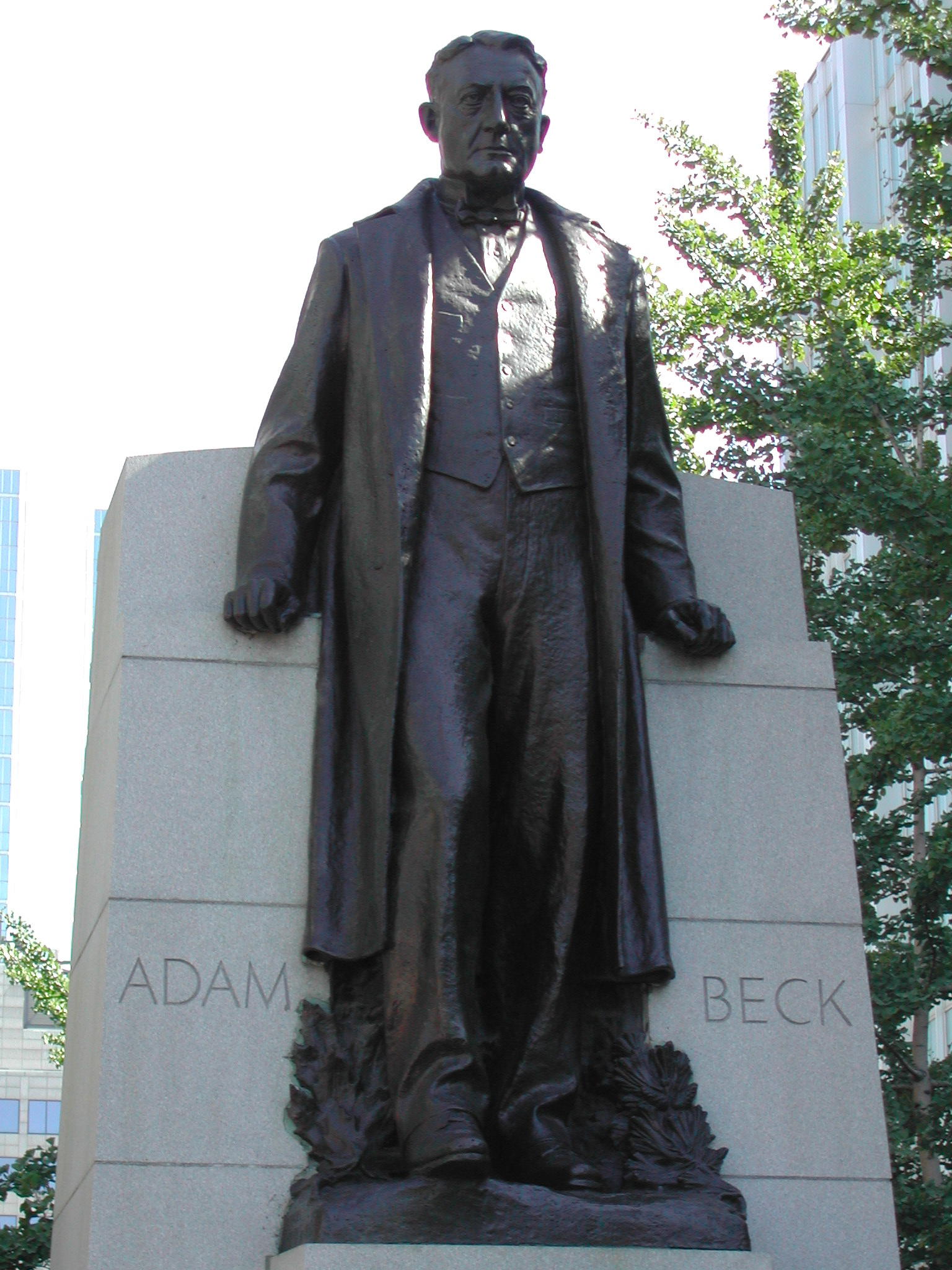
Sir Adam Beck, Statue von Emanuel Hahn, University Avenue / Queen Street West in Toronto

Während Mowats Amtszeit entwickelte sich Ontario nicht nur zum Bevölkerungs-, sondern auch zum wirtschaftlichen Schwerpunkt Kanadas. Dazu trug wesentlich die Ausbeutung von Rohstoffen bei, hinzu kamen später Wasserkraftwerke. Dazu wurde 1906 die Hydro-Electric Power Commission of Ontario, später Ontario Hydro genannt, gegründet. Dies wiederum hing damit zusammen, dass 1896 das höchste britischen Gericht, das Justizkomitee des Privy Council entschieden hatte, die Bundesregierung könne nur im Kriegsfall über die Energiereserven verfügen. Damit erhielten die Provinzen in Friedenszeiten weitgehende Befugnisse, die sie später auch auf andere Bereiche versuchten auszudehnen, wie etwa den Bildungs- und den Gesundheitsbereich. Der Konservative, aus Baden gebürtige Adam Beck (1857 bis 1925), Bürgermeister von London, war die treibende Kraft zur Verstaatlichung der Stromversorgung.
Die Liberalen traten zudem für den Freihandel mit den USA ein, was ihnen breite Unterstützung in den Prärieprovinzen verschaffte, deren Farmer an freier Ausfuhr ihrer Produkte interessiert waren, doch dem Absatz der jungen Industriebetriebe war diese Politik weniger förderlich, als die „imperialistische“ Wirtschaftspolitik, für die die Konservativen standen. Ihnen schwebte vor, vor allem im Rahmen des Britischen Weltreichs zu exportieren, und durch gezielte Schutzzölle, wie sie 1879 eingeführt wurden, die kanadische Industrie vor der der USA zu schützen. Die Liberalen erhielten zeitweise Unterstützung von Canada First, das sich zum Ziel gesetzt hatte, einen kanadischen Nationalismus zu fördern. Dagegen standen vor allem die Annexationists, die einen Anschluss an die USA oder eine Vereinigung forderten.

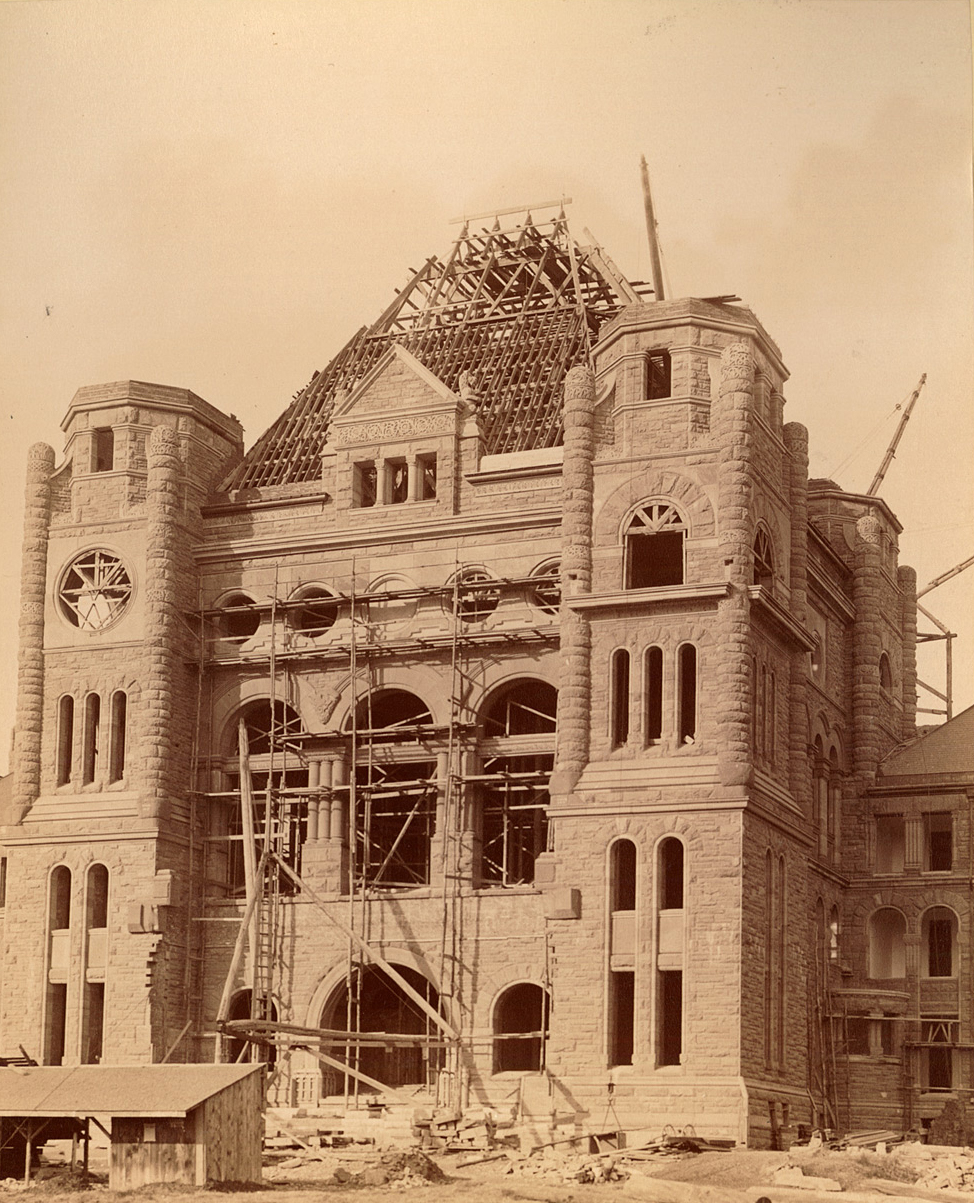
Regierungsgebäude in Toronto, im Bau (1896)

1883 setzten Funde von Bodenschätzen bei Sudbury und Cobalt einen regelrechten Boom in Gang. Zahlreiche Minenarbeiter zogen aus der Provinz Québec dorthin und prägten die Region. Erneut brach jedoch der Konflikt zwischen den Sprachnationen und den Konfessionen aus, als Louis Riel die Nordwest-Rebellion führte, die eine eigene Provinz für die Métis forderte. Zahlreiche Protestanten forderten die Todesstrafe für Riel. Erneut flammte der Konflikt durch den Manitoba-Schulstreit (Manitoba Schools Question) auf, der von 1890 bis 1896 anhielt. Zwar betraf er hauptsächlich die Nachbarprovinz, doch über eine Bundessteuer sollten die katholischen Gemeinden entschädigt werden, wogegen sich Ontario und andere protestantische Provinzen wehrten. Verschärft wurde die Krise durch eine 1893 einsetzende Rezession.

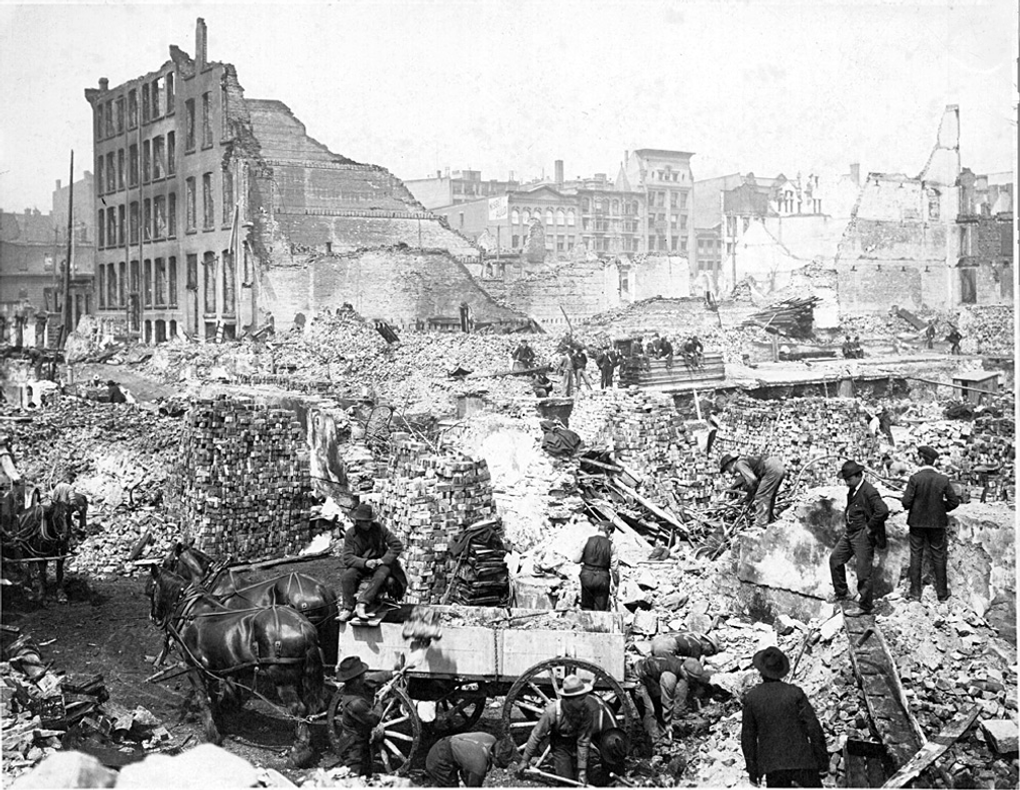
Folgen des verheerenden Feuers vom 19. April 1904 in Toronto, das rund 100 Gebäude zerstörte

Oliver Mowat trat 1896 zurück. Sein Nachfolger wurde Arthur Sturgis Hardy (1896 bis 1899). In dieser Zeit wurden die Liberalen von der 1890 gegründeten Grand Association of the Patrons of Industry in Ontario bedrängt, die bereits 1894 zur Wahl angetreten war und die Interessen der Farmer vertrat. Mit bis zu 30.000 Mitgliedern unterstützte sie gezielt bestimmte Kandidaten, doch verlor sie bis 1900 jeden Einfluss. Doch auch die Liberalen verloren unter Premier George William Ross (1899 bis 1905) politischen Boden. Schließlich kostete sie ein Skandal um gekaufte Stimmen und ihre Haltung in der Prohibitionsfrage 1905 die Mehrheit.

### Die Konservativen (1905 bis 1919)

Hart House, das nach Hart Massey (1823 bis 1896) benannte Studentenwohnheim der Universität Toronto, Baubeginn 1911

Nach 33 Jahren lösten die Konservativen, zunächst unter James Whitney (1905 bis 1914), dann unter William Howard Hearst (1914 bis 1919), die Liberalen ab. Mit dem sogenannten Reglement 17 begrenzte das Bildungsministerium oder Ministry of Education (MOE) im Juli 1912 den Gebrauch der französischen Sprache nach dem ersten Schuljahr und verbot ihn nach dem vierten. Diese Regelung blieb bis 1927 in Kraft und die Aufhebung wurde auch nur aus bündnisstrategischen Gründen mit der Regierung von Québec gegen die Bundesregierung durchgeführt. Während des Ersten Weltkriegs wurde die Stadt Berlin in einem Referendum mit sehr geringer Beteiligung in Kitchener umbenannt.
1916 bis 1927 untersagte die Provinzregierung den Konsum von Bier und Spirituosen außerhalb des eigenen Hauses, doch blühte der Schmuggel in die USA. Premier Hearst ließ dazu sogar ein Plebiszit durchführen, das er mit den Wahlen von 1919 verband. Während die Prohibition jedoch befürwortet wurde, verloren die Konservativen die Wahl.

### United Farmers of Ontario (1919 bis 1923)
Überraschungssieger der Wahl waren die United Farmers of Ontario. Zusammen mit elf liberalen und einem unabhängigen Abgeordneten war die Partei nun gezwungen, eine Regierung zu bilden. Einer ihrer Führer, James J. Morrison, lehnte eine Regierungsbildung sogar ab, sondern wollte nur Druck auf die bestehenden Regierungen ausüben. Die neue Regierung unter Ernest Charles Drury gründete eine Art staatlicher Raiffeisenbank, das Province of Ontario Savings Office, die Farmern günstige Kredite zur Verfügung stellte. Darüber hinaus begann sie das erste kanadische Wiederaufforstungsprogramm.
Doch Drury, der die Partei nicht als Bauernpartei betrachtete, gelang es nicht, die Industrie auf seine Seite zu ziehen. Im Gegenteil wurde etwa Adam Beck einer seiner schärfsten Gegner. Den Gewerkschaften war Drury ein Agrarier, der nicht einmal in Staatsgesellschaften höhere Löhne durchsetzen konnte. 1922 wurde der Schatzmeister der Regierung in einen Korruptionsskandal verwickelt, der die Bauernpartei weitere Anhänger kostete. Da die Partei auch noch zusehends ihre traditionelle Anhängerschaft verlor, unterlag sie schließlich den Konservativen, die einen Erdrutschsieg erzielten.

### Rückkehr der Konservativen, Weltwirtschaftskrise
Die Konservativen, die unter Howard Ferguson zurückkehrten, setzten 1926 ihre antifranzösische Politik aus, um im Bund mit dem Premier von Québec mehr Rechte für die Provinzen durchzusetzen. Ferguson setzte in einem Plebiszit durch, dass Bier wieder verkauft werden durfte, jedoch nur aus staatlichen Verkaufsstellen, gegen die die Liberalen bis 1930 opponierten. Dieser Verkauf brachte der Provinz erhebliche Mehreinnahmen, ebenso wie die staatliche Stromproduktion. Diese flossen zu erheblichen Teilen in den Straßenausbau, eine Politik, die sein Nachfolger George Stewart Henry (1930 bis 1934) fortsetzte, wenn auch bereits unter dem Eindruck der Weltwirtschaftskrise. Diesem unbeliebten Premier folgte 1934 der damals 37-jährige Liberalenführer Mitchell Hepburn (1934 bis 1942).

### Rückkehr der Liberalen (1934 bis 1943)
Hepburn unterstützte die Minengesellschaften, war zugleich ein Gegner der Gewerkschaften, besonders der American Federation of Labor and Congress of Industrial Organizations, kurz AFL-CIO. Als 1937 bei General Motors um den Achtstundentag in Oshawa gestreikt wurde, versuchte er mit Freiwilligeneinheiten dagegen vorzugehen, sprach sich mit der Geschäftsleitung ab, doch verweigerte ihm Ottawa die Bereitstellung der Mounted Police, also der Bundestruppen. Hepburn musste nachgeben und blieb ein erbitterter Gegner des Premierministers William Lyon Mackenzie King. Nachdem ihn die liberale Partei gemaßregelt hatte, trat Hepburn im Oktober 1942 zurück.
Nach dem Übergangspremier Gordon Daniel Conant, der vom Vizegouverneur eingesetzt worden war, entschied sich die Partei für Harry Nixon. Doch gelang es ihm nicht, drei Monate später die Wahlen als Führer der zerstrittenen Partei zu gewinnen.

### Progressive Conservative Party of Ontario (1943 bis 1985)
Mit George Alexander Drew begann eine Ära konservativer Machtausübung in Ontario, die erst Mitte der Achtzigerjahre endete. 1943 siegte Drews Progressive Conservative Party nur knapp gegen die sozialistische Co-operative Commonwealth Federation (CCF). Er kritisierte, dass die Regierung die Generalmobilmachung zu lange hinauszögerte. 1945 führte eine antikommunistische Kampagne zu einem neuerlichen Wahlsieg, doch verlor Drew 1948 seinen eigenen Wahlbezirk Toronto.
1949 wurde Leslie Frost Premierminister (bis 1961). Seine Regierung erhöhte den Anteil staatlicher Investitionen in die Wirtschaft erheblich. Dazu kam der Ausbau des Bildungswesens – die Ausgaben stiegen von 13 auf 250 Millionen Dollar, dazu stieg die Zahl der Universitäten von vier auf zwölf – und der Infrastruktur, was zu dieser Zeit gleichbedeutend war mit Straßenbau. Unter staatlicher Regie wurde eine Veränderung der Krankenversicherung durchgesetzt: der Ontario Health Insurance Plan, eine öffentliche Versicherung. Die grundsätzliche Änderung zu Fragen der Einwanderung und ethnischer Vielfalt spiegelt sich darin wider, dass Frost Diskriminierung jeder Art unter Strafe stellen ließ. Außerdem drängte er erfolgreich darauf, dass die Indianer das volle Wahlrecht erhielten.
Frosts Nachfolger John Robarts regierte eine prosperierende Provinz, in der jedoch manche Regionen zu verarmen drohten. Robarts opponierte anfänglich gegen medicare Canada, ein neues Konzept für das staatliche Krankenversicherungswesen, doch er ließ sich überzeugen. Auch unterstützte er, im Gegensatz zur bisherigen Politik seiner Partei, die Zweisprachigkeit. Bill Davis (1971 bis 1985), ehemaliger Bildungsminister, blieb auf Robarts' Linie. Doch die Wahl von 1975 führte beinahe zu einer Niederlage. Die Progressiv-Konservativen gewannen nur 51 der 125 Sitze, konnten jedoch eine Minderheitsregierung bilden. Die Ontario New Democratic Party (NDP) gewann 38, die Liberalen 36 Sitze.

### Rasche Regierungswechsel (seit 1985)
Von 1985 bis 1987 regierte die Ontario Liberal Party von David Peterson zusammen mit der NDP, ab 1987, nachdem sie 95 der 130 Sitze gewonnen hatte, regierte sie allein. Es gelang, von 1988 bis 1990 einen ausgeglichenen Haushalt zu erreichen. Doch 1990 verlor die Partei stark an Rückhalt. Ein Grund war der gescheiterte Versuch, die Verfassung zu ändern (Meech Lake Accord), bei dem das englischsprachige Kanada zu viele Konzessionen sah. Dazu kam eine beginnende Wirtschaftskrise und, wie so oft, ein Bestechungsskandal. Schließlich versuchten die Liberalen durch Vorziehen der Wahlen noch ein respektables Ergebnis zu erzielen, doch verloren sie die Wahl so deutlich, dass selbst der Premier seinen Wahlbezirk einbüßte.
Bob Rae, der erste Premier der NDP in Ontario, wurde 1990 vereidigt. Die Wirtschaftskrise versuchte er durch Beschäftigungsinitiativen und öffentliche Investitionen zu bekämpfen. Auch ließ er Casinos zu und setzte sich für den Erhalt von Arbeitsstellen ein. Doch bereits 1992 verlor er die Wahl in einem Erdrutschsieg. Auch die sogenannten „Rae days“, zehn Tage pro Jahr, in denen öffentlich Bedienstete unbezahlten Urlaub zu nehmen hatten, waren kein Mittel gewesen, seinen Rückhalt zu stärken. Noch drastischer wirkte sich der Bruch mit den Gewerkschaften aus. Zugleich nahm der Siedlungsdruck weiter zu, und so kam es mit den Indianern zu erneuten Landkonflikten. Der Oberste Gerichtshof entschied 1994 sogar erstmals, dass ein Stamm (in den Williams Treaties von 1923) auf seine Landrechte verzichtet habe – bisher der einzige Fall dieser Art.
Mike Harris (1995 bis 2002) und die von den Konservativen propagierte „Revolution des gesunden Menschenverstands“ (common sense revolution) basierten auf neoliberalen Wirtschaftsprogrammen der 1980er Jahre. So wurde Ontario Hydro privatisiert, ebenso die staatlichen Spirituosenläden. Doch gelang es der Regierung, erst Ende der 1990er Jahre von dem neuerlichen wirtschaftlichen Aufschwung zu profitieren und die Wahlen von 1999 zu gewinnen. Dennoch trat Harris 2002 zurück, und auch sein Nachfolger Ernie Eves konnte den schwindenden Rückhalt nicht aufhalten.
Der Liberale Dalton McGuinty, Regierungschef seit 2003, ist der zweite katholische Premierminister Ontarios. Die vier „Defizite“, die die Konservativen seiner Meinung nach hinterlassen hatten, waren die Sektoren Gesundheit, Bildung, Infrastruktur und Steuern. Die boomende Wirtschaft erlaubte der Liberalen Partei, diese Felder in Angriff zu nehmen. 2007 wurde McGuinty wiedergewählt.